# Скопски безистен
Скопският безистен (на македонска литературна норма: Скопски безистен) е търговски и културно-исторически обект, разположен във вътрешността на Старата скопска чаршия в Скопие.

## История
Безистенът е построен през XV век, няколко пъти в миналото е разрушаван, след което отново е издигнат в края на XIX и началото на XX век.
Построен е по време на управляването на града от Гази Исхак бей в XV век. Бързо става център на търговията в града, около който се създава чаршията. С времето безистенът добива множество функции, които са били зависими от големината и нуждите на града. Вследствие от палежа на Скопие през 1689 г. безистенът е цялостно разрушен. От надписа, който се намира на поставената плоча над входа, се разбира, че е обновен през 1899 и 1900 г. За негови нови строители се споменават имената на Хаджи Хюсеин, Осман и Яшар бег. Оттогава до днес безистенът съхранява обновения си изглед.

## Архитектура
За първоначалния изглед на обекта не съществуват данни, въпреки че е споменаван в записите на пътеписците.